# 훌라구
훌라구 칸(페르시아어: خان هولاكو Hūlākū Khān, 몽골어: ᠬᠦᠯᠡᠭᠦ

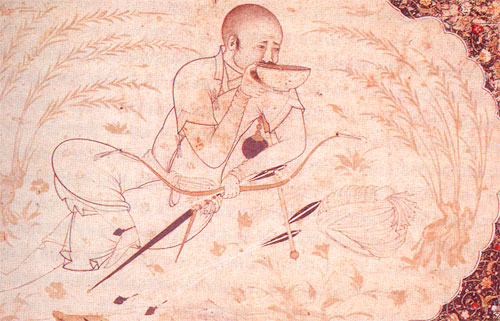
세밀화에 묘사된 훌라구

ᠬᠠᠨ Hülegü Qan, 旭烈兀, 1218년 ~ 1265년 2월 8일) 혹은 훌레구, 퀴레구(Qülegü)는 몽골 제국의 통치자로 아라비아 반도와 시리아, 남부 이라크를 제외한 서남아시아를 정복한 정복자이자 훌레구 울루스의 초대 한이다. 그는 칭기스 칸의 "막내" 아들인 톨루이와 그의 아내인 소르콕타니(Sorqoqtani, 혹은 소르칵타니) 사이에서 난 아들이었다. 그의 형제로는 뭉케와 쿠빌라이, 아리크 부케가 있다. 훌라구의 군대는 서남 아시아의 일부를 몽골 제국의 영토에 편입시켰으며, 쿠빌라이 카안으로부터 페르시아에 울루스를 분봉받았다. 훌라구의 후손들은 사파비 왕조가 출연하기 전까지 이 지역을 다스렸다. 훌라구의 지도력 아래에서 몽골 제국은 이슬람 문명의 가장 위대한 도시라고 할 수 있는 바그다드를 파괴했으며, 다마스쿠스를 굴복시켰다. 이 정복들은 아이유브 왕조가 가지고 있던 시리아와 이집트의 지배권을 맘루크 왕조로 넘어가게 만들었다. 훌라구의 통치 기간 동안 역사가들의 언어는 아랍어에서 페르시아어로 교체되었다.

## 출생과 가계
훌라구는 칭기즈 칸의 막내아들인 톨루이와 케레이트 부족의 공주인 소르칵타니 사이에서 태어났다. 소르칵티니는 자신의 모든 아들들을 몽골 제국의 지도자로 만든 매우 훌륭한 정치인이었다. 훌라구는 네스토리우스 기독교도였던 어머니의 영향을 받아서 기독교에 호의적이었다. 또한 훌라구가 가장 사랑했던 아내인 도쿠즈 카툰 역시 기독교도였으며, 그녀는 훌레구의 종교 정책에 많은 영향을 주었다. 훌라구의 또 다른 아내인 투키티 카툰, (훌라구의) 친구이자 장군이였던 키트부카도 기독교도였다. 훌라구가 1264년에 아르메니아 출신의 역사가 바르단 아레벨키에게 고백한 바에 의하면, 훌라구는 태어났을 당시에는 기독교도였다고 한다. 그러나 기록에 의하면, 도쿠즈 카툰의 의지와는 달리 그는 죽는 순간까지 불교도였다.
훌라구는 열명의 아들을 남겼다. 2대 페르시아의 일 칸인 아바카 (1265 - 1282), 줌쿠르, 요쉬무트, 타라카이, 톱쉰, 3대 페르시아의 일칸인 테구데르 (1282년 5월 6일 - 1284년 8월 10일), 아자이, 콘그쿠르타이, 멩구테무르, 훌라추.
훌라구라는 이름은 몽골어로 전사(戰士)를 뜻한다. 훌라구의 어린 시절은 자미 알-타와리크에 일부 소개된 것을 제외하고는 알려진 것이 없다. 그는 1224년 형 쿠빌라이 칸과 함께 할아버지 칭기즈 칸을 만났다 한다. 1230년 남송 정벌에 출정, 안풍(安豊)을 점령했다.

## 생애

### 서방 원정
1251년 쿠릴타이에서 대칸으로 선출 된 뭉케는 아우 훌라구에게 페르시아 총독직을 주었다. 또한 훌라구에게 임무를 내렸는데, 그것은 페르시아에 존속하던 두가지 신성한 권력인 이스마일파 이맘들의 영지와 바그다드의 압바스 왕조를 무너뜨리고, 시리아와 이집트의 바흐리계 맘루크 왕조를 굴복 시키는 것이었다. 뭉케는 훌라구에게 항복하여 순종하는 자들에게는 친절과 호의로 대하나 복종하지 않는 자들에게는 절멸시킬 것을 명령했다. 훌라구는 이 명령을 철저히 수행했다. 훌라구가 이끈 군대는 이전의 어떤 몽골 지도자의 군대보다 수가 많았는데, 이는 뭉케가 전 제국에서 싸울 수 있는 남성 열 명 중 두 명을 징집했기 때문이다.
1253년 훌라구는 당시 몽골 제국 군의 10분의 2에 해당되는 병력을 이끌고 서방으로 출정했다.
1256년 1월 2일 아무다리야강을 건넜다. 이스마일파의 수령 루큰 알딘 쿠르샤는 1256년 11월 11일에 메이문디즈에서 항복하였고, 같은 해 12월 20일에는 알라무트의 수비대가 항복함으로써 12세기 무슬림 지도자들을 떨게 한 무시무시한 종파는 소탕되었다.

### 시리아 정복

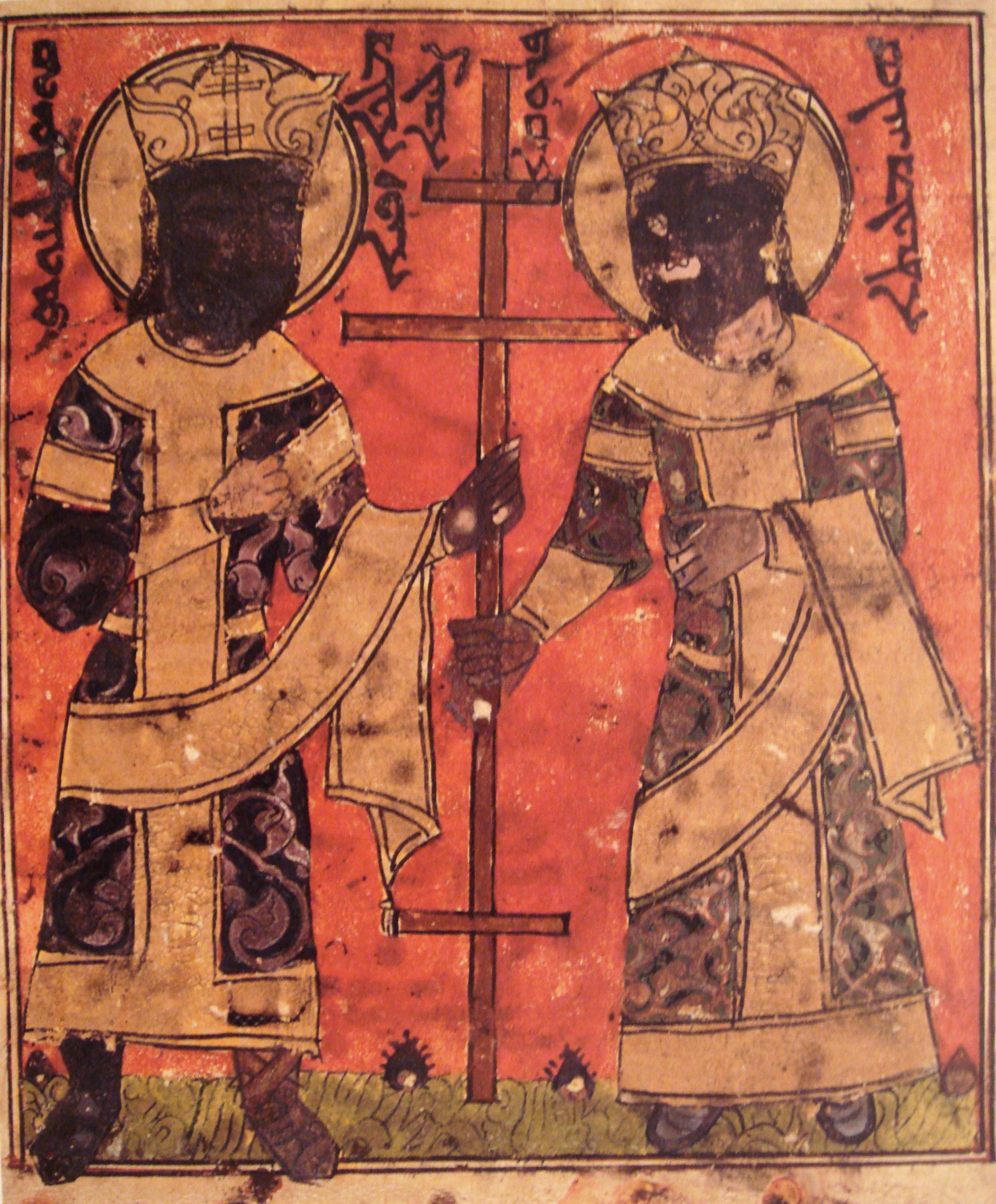
시리아 성경은 훌라구와 도쿠즈 카툰을 새로운 “콘스탄티누스 1세와 성녀 헬레나”라 불렀다.

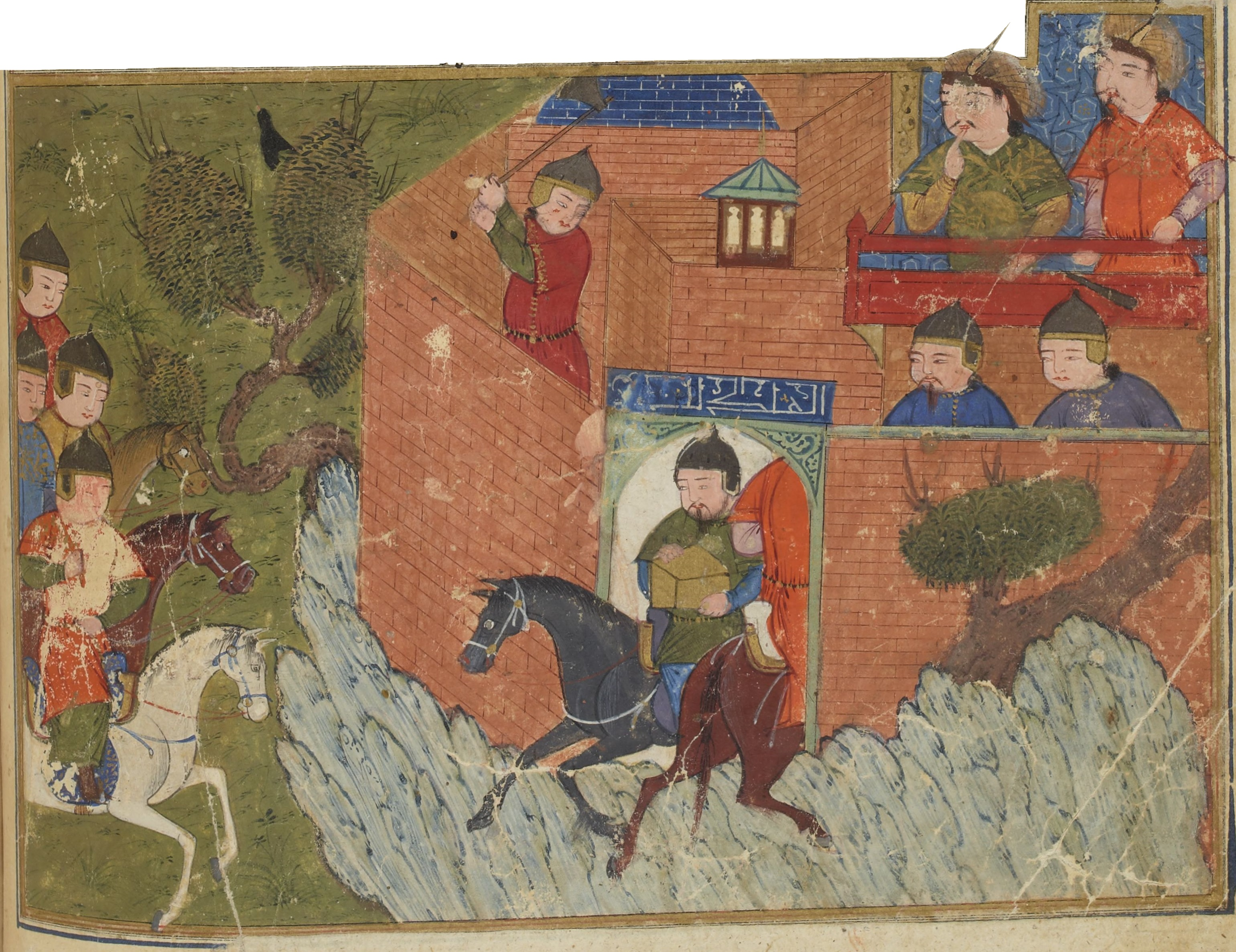
1256년의 알라무트 전투

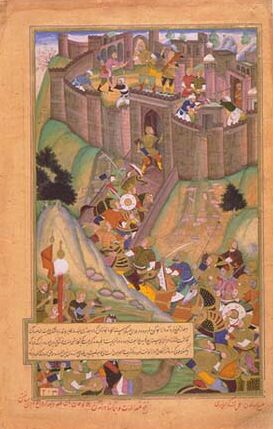
훌라구의 알라무트 전투를 소재로 한 무굴제국 시대의 벽화

1258년 2월 바그다드를 함락하고 칼리프조를 멸망시킨 뒤, 몽골 군대는 시리아의 프랑크인들과 연합했다. 안티오크 공국과 트리폴리 백작령의 보헤문트 6세는 자신의 장인인 실리시아 아르메니아 왕국의 왕 헤툼 1세를 따라 몽골 동맹군에 가담하였다. 이 군대는 아이유브 왕조의 시리아 영토를 정복했다. 1260년 2월에 그들은 알레포를 함락했고, 그 해 3월 1일에는 네스토리우스 교도인 키트부카의 지휘 아래 다마스쿠스에 입성했다. 그리스교도들은 우마미야의 모스크 (옛 세례 요한의 대성당)에서 이를 축복했으며. 수많은 모스크들이 더럽혀졌다. 많은 역사가들이 묘사한 바에 의하면 세 기독교도 군주(헤툼, 보헤문트, 키트부카)는 함께 다마스쿠스에 입성했다고 한다. 이에 대하여 다비드 모르간과 같은 근세의 사학자들은 출처가 의심스럽다고 하였다.
이 침공의 여파는 거의 모든 레반트와 이집트, 아라비아의 강력한 지배자였던 아이유브 왕조를 파멸로 이끌었다. 마지막 아이유브 왕조의 술탄 알나시르 유수프는 1260년에 훌라구에 의해 죽었다. 이와 함께 이슬람 문명의 중심부였던 바그다드와 다마스쿠스는 약화되었으며, 무슬림들의 권력은 카이로의 맘루크들에게 넘어 가버렸다.
훌라구는 계속하여 팔레스타인을 정복하여 카이로로 향하려고 하였으나, 1259년 8월 11일에 대칸 뭉케가 중국에서 사망했다는 소식을 들은 훌레구는 당시 알레포를 포위하고 있었다. 이후 그가 사루즈와 아흘라트를 거쳐 아제르바이잔으로 동진한 것은 이 때문으로 추측된다. 그러나 몽골로는 가지 않았는데, 이는 쿠빌라이와 아릭 부케 사이의 계승분쟁의 소식을 접하고 쿠릴타이 참석의 무의미함을 인식했기 때문인 것으로 보인다. 그러나 그는 그러면서도 동방의 상황에 대한 정보를 수집하는 것을 게을리하지 않았다.
훌라구는 남은 점령지에 1만 명 정도의 군대와 함께 키트부카에게 맡겼다. 키트부카의 군대는 여전히 남쪽의 카이로를 향해 진격하여 아스칼론과 예루살렘에 다다르고 있었고, 1000여명의 몽골 분견대 2개가 가자와 나블루스를 점령했다.

#### 아인 잘루트 전투
투르크인 맘루크들의 군대는 약화된 키트부카의 군대보다 유리했다. 십자군은 전통적인 적인 맘루크보다 몽골군을 더 위험하게 생각했다. 무슬림과 기독교도들 사이에서 이루어진 토의는 (기독교도들이) 몽골군에 참여하지 않는 것으로 결정지어졌으나, 무슬림들은 이 행동에 대하여 좋게 생각하지 않았다. 어찌되든 아크레의 프랑크인들은 맘루크들이 자기네 영토를 통과하고, 아크레 부근에서 보급하는 것을 용인하였다. 덕분에 맘루크들은 시리아에 남은 몽골군에 집중할 수 있었다. 맘루크들은 중대한 승리를 거머쥐었고, 키트부카는 처형 당했으며 몽골 제국의 정복은 정점에 이르렀다. 이 이전의 전투들에서의 (몽골 제국의) 실패는 언제나 회복되었으나, 아인 잘루트에서 패배한 것들은 영원한 것이었다. 남은 13세기 동안 몽골인들은 시리아에 대해서 여러차례 침공을 시도하여 영토를 확보한 적이 있기는 했지만, 이는 몇 달 가지 못 했다. 일 칸국의 서쪽 영토의 경계는 훌라구의 왕조가 끝나는 순간까지 티그리스강까지였다.

### 베르케와의 전쟁
1259년 11월 아리크부카는 카라코룸에서 쿠릴타이를 열고 대칸임을 선포하였다. 남송을 정벌 중이던 쿠빌라이는 몽케 칸의 사망 소식을 듣고 서둘러 북상, 자신의 아내로부터 아리크 부카가 칸위에 오르려 한다는 연락을 받고 급히 베이징으로 갔다. 1260년 3월 쿠빌라이 칸은 여기서 쿠릴타이를 열고 대칸임을 선언했다. 훌라구는 어느쪽을 지지하지 않고 관망하였다.
훌라구는 1260년 하반부터 더 이상 동진하지 않고 아제르바이잔에 머물면서 확실한 태도표명을 하지 않았다. 그는 아마 최종적인 승자가 나올때까지 기다리고 있었을 것이다. 그런 그가 관망의 입장을 벗어던지고 친 쿠빌라이로 선회한 것은 서방 정복에 동참한 주치 울루스 측 장군들을 참살한 것에서 표출되었다. 이로 인해 훌라구 휘하의 주치 울루스 측 병사들 가운데 일부는 아프가니스탄과 인도 서북방, 카프카스 산맥 이북의 주치 울루스 령, 또는 이집트의 맘룩들에게로 도망쳤다.
훌레구는 이와 동시에 본래 주치 울루스에게 속한 서아시아 지역에 자신의 독자적인 왕국을 건설하려고 했다. 이로 인해 주치 울루스의 베르케(바투의 동생이자 후계자)는 훌라구에게 전쟁을 선포하고 남하를 시작했다.(1262년) 베르케의 조카 노가이가 이끄는 킵차크 군대는 훌라구의 영토를 약탈했다. 훌라구는 노가이를 격퇴하고, 그 해 11월에서 12월에는 카프카스 산맥을 넘었으나 그 이듬해에 테렉 부근에서 노가이의 기습을 받아 아제르바이잔으로 퇴각했다. 이 전쟁은 몽골의 칸국 사이에서 일어난 최초의 것이었다.

### 죽음
쿠빌라이 칸은 내전이 끝난 뒤인 1264년에 서부의 세 유력자, 훌라구, 베르케, 알구에게 사절을 파견해 쿠릴타이를 열 것을 제안했다. 세 유력자는 이에 동의했다. 그들은 쿠릴타이를 1266년에 열자고 제안했다. 그러나 훌라구, 베르케, 알구, 세 명 모두 1265년에서 1266년 사이에 죽었기 때문에 쿠릴타이 개최는 무위로 돌아갔다.
훌라구는 1265년 2월 8일 마라케 부근에서 죽었다. 그의 시신은 우르미아호의 카보우디 섬에 묻혔다. 그의 장례식은 인신공양도 행해졌다고 한다. 그리고 그의 서장자인 아바카가 그의 지위를 계승하였다.

## 유럽과의 교류
훌라구는 무슬림에 대항한 프랑크-몽골 동맹의 성립을 위해 여러 차례 유럽과의 교류를 시도 했다. 1262년 그는 "해외의 모든 왕과 왕자"에게 자신의 비서인 리칼두스를 사절로 파견했다. 그러나 사절들은 시칠리아에서 시칠리아의 왕 만프레드에게 붙잡혀 강제 송환 당했다.(만프레드는 당시 교황 우르바노 4세와 대립하고, 맘루크들과 동맹을 맺었다.)
1262년 4월 10일 훌라구는 헝가리인 존을 통해 프랑스의 왕 루이 9세에게 동맹을 제의하는 편지를 보냈다. 그러나 이 편지가 파리의 루이 9세에게 전해졌는지는 알려져있지 않다. 다만 사본만이 오스트리아의 빈에 전해질 따름이다. 어찌되든 이 편지는 훌라구가 교황의 이익을 위해서 예루살렘을 정복하겠다는 내용으로 시작되며, 루이에게는 이집트에 대항해서 함대를 보낼 것을 제의했다.
몽골군이 참된 그리스교도의 신앙으로 사라센들의 국가를 철저하게 파괴하며 진격을 할 때 (...) 다른 한쪽의 바다를 지배하는 그대는 그곳을 철저히 감시하여 그쪽으로 도망친 이교도들─그대와 나의 공통된 적─을 쓸어담으시오.
- 훌라구가 성 루이에게 보내는 편지.

이러한 시도들에도 불구하고 훌라구와 그의 후계자들 중 누구도 유럽의 국가들과 동맹을 맺은 자는 없었다. 그러나 13세기 몽골의 유행을 서방에서도 볼 수 있었다. 기록에 의하면 당시 이탈리아에서 태어난 많은 신생아들이 몽골 지도자들의 이름이 붙여졌다: 칸 그랑데(= 대 칸) 알라오네(= 훌라구) 아르곤(= 아르군) 카사노(= 가잔) 등….

#### 폴로가家 사람들
전하는 바에 의하면 니콜로 폴로와 마페오 폴로는 훌라구의 영토를 거쳐서 부하라로 갔으며, 그 곳에서 1261년부터 1264년까지 3년간 머물며 상업에 종사했다고 한다. 이후에 니콜로와 마페오는 훌라구가 그의 형, 대 칸 쿠빌라이에게 보내는 사절단에 참가하였다. 1266년 폴로 집안 사람들은 몽골 제국의 수도 칸발릭(지금의 베이징北京)에 도착하였다. 기록에 의하면 그들은 몇년간 그곳에서 머물다가 1266년에 유럽으로 돌아갔으며, 1271년말에 아크레에서 중국으로 다시 돌아왔다. 그들은 이번에는 그 여행에 관해 불멸의 기록을 남길 니콜로의 아들 마르코 폴로를 데리고 갔다. 마르코 폴로의 증언에 따르면 쿠빌라이는 그에게 정부 일자리를 구해주었다. 1291년 쿠빌라이는 폴로 일가에게 훌라구의 손자인 아르군과 결혼할 공주 쿠케친(마르코 폴로의 기록에는 Cocachin)을 페르시아까지 호위해줄 것을 요청했다. 이 요청을 잘 수행한 폴로 일가는 아제르바이잔에서 3개월간 머물다가 트레비존드를 거쳐 콘스탄티노폴리스에 갔다가 1295년, 베네치아로 돌아왔다.

## 유산
훌라구는 일칸국을 창조하였으며, 이는 후의 사파비 왕조와 현대 이란의 탄생을 좀 더 용이하게 만드는 작용을 했다. 훌라구의 정복은 페르시아 땅을 통해서 유럽과 중국이 교류하는 것을 가능하게 하였다. 그와 그의 후계자들은 여러 예술가들을 후원했는데, 이는 이란 특유의 건축 양식을 더욱 발달시켰다. 훌라구 왕조 치하에서 페르시아인 역사가들은 이전과는 달리 아라비아어가 아닌 페르시아어로 책을 쓰게 되었다.

## 참고 서적
- Boyle, J.A., (Editor). The Cambridge History of Iran: Volume 5, The Saljuq and Mongol Periods . Cambridge University Press; Reissue edition (January 1, 1968). ISBN 0-521-06936-X.
- Encyclopædia Iranica
- Morgan, David. The Mongols. Blackwell Publishers; Reprint edition, April 1990. ISBN 0-631-17563-6. Best for an overview of the wider context of medieval Mongol history and culture.
- Atwood, Christopher P. (2004). The Encyclopedia of Mongolia and the Mongol Empire. Facts on File, Inc. ISBN 0-8160-4671-9.
- Robinson, Francis. The Mughal Emperors And the Islamic Dynasties of India, Iran and Central Asia. Thames and Hudson Limited; 2007. ISBN 0-500-25134-7
- 김호동, 『몽골제국과 고려』, 서울대학교출판부, 2007.
- 스기야마 마사아키 저, 임대희·김장구·양영우 역, 『몽골 세계제국』, 신서원, 1999.